# 比拉达森斯
比拉达森斯，是西班牙加泰罗尼亚赫罗纳省的一个市镇。总面积16平方公里，总人口178人（2001年），人口密度11人/平方公里。